# ژورنال مطالعات سرزمین مقدس و فلسطین
ژورنال سرزمین مقدس و مطالعات فلسطین (قبلاً مطالعات سرزمین مقدس) یک مجله علمی دوسالانه است که توسط انتشارات دانشگاه ادینبورگ منتشر می‌شود.
سردبیر اصلی نورالدین مصالحه است که این نشریه را در سال ۲۰۰۲ با مایکل پریور تأسیس کرد.
مجله طیف وسیعی از موضوعات را پوشش می‌دهد: «دو ملت» و «سه ایمان». چشم‌اندازهای مناقشهٔ اسرائیل و فلسطین؛ شرایط اجتماعی و اقتصادی، دین و سیاست در خاورمیانه؛ فلسطین در تاریخ و امروز؛ اکومنیسم و روابط بین‌ادیان، مدرنیزاسیون و پسامدرنیسم، احیاگری مذهبی و بنیادگرایی، صهیونیسم، صهیونیسم جدید، صهیونیسم مسیحی، ضد صهیونیسم و پسا صهیونیسم، الهیات آزادی در فلسطین و اسرائیل، استعمار، امپریالیسم، استعمار مهاجران، پسا استعمار و استعمارزدایی. «تاریخ از پایین» و مطالعات سابترن، راه‌حل‌های «یک دولت» و «دو دولت» در فلسطین و اسرائیل، مطالعات صلیبی، مطالعات نسل‌کشی و مطالعات هولوکاست.